# Basilika Unserer Lieben Frau von San Juan del Valle

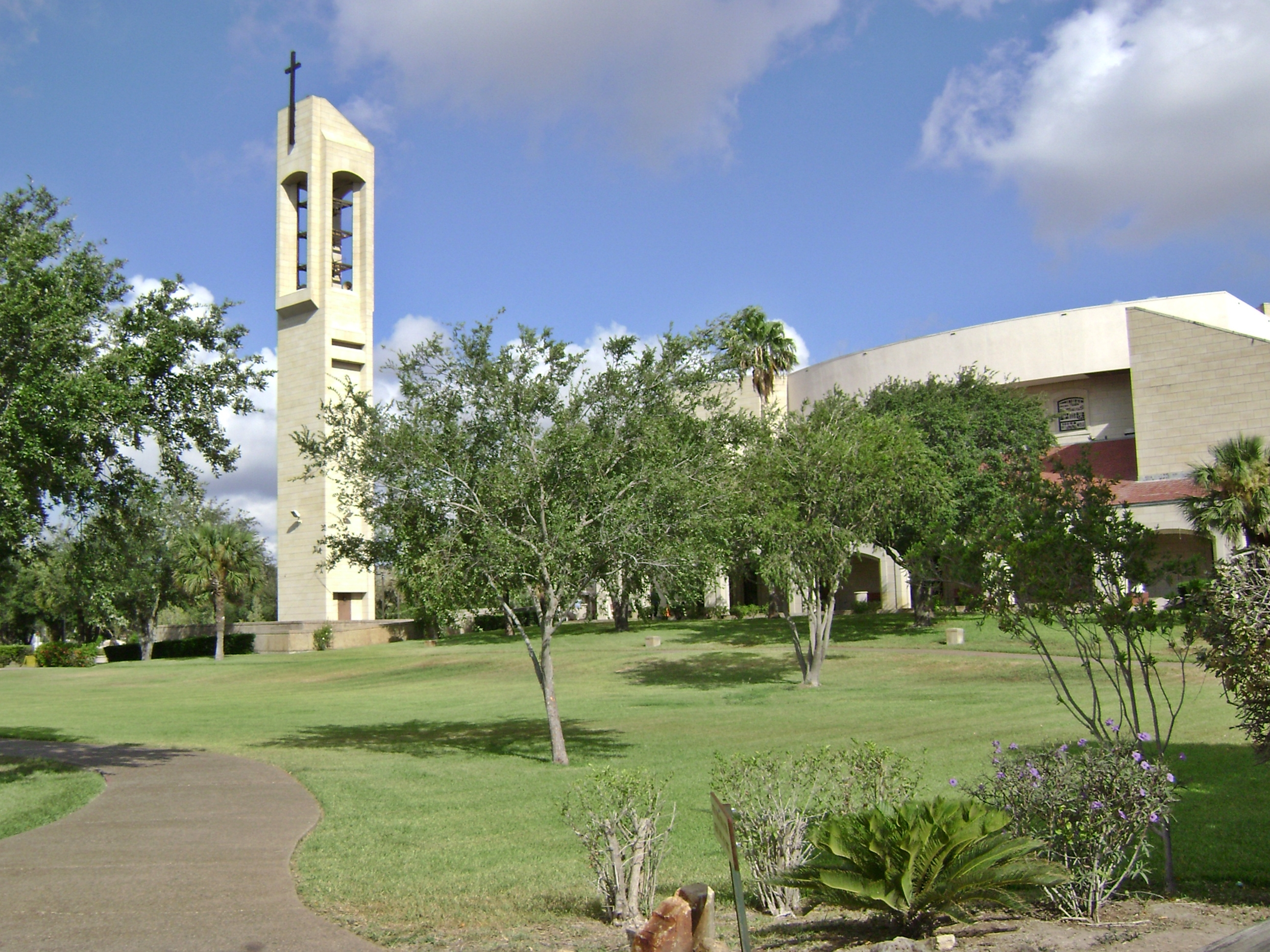
Außenansicht des Heiligtums

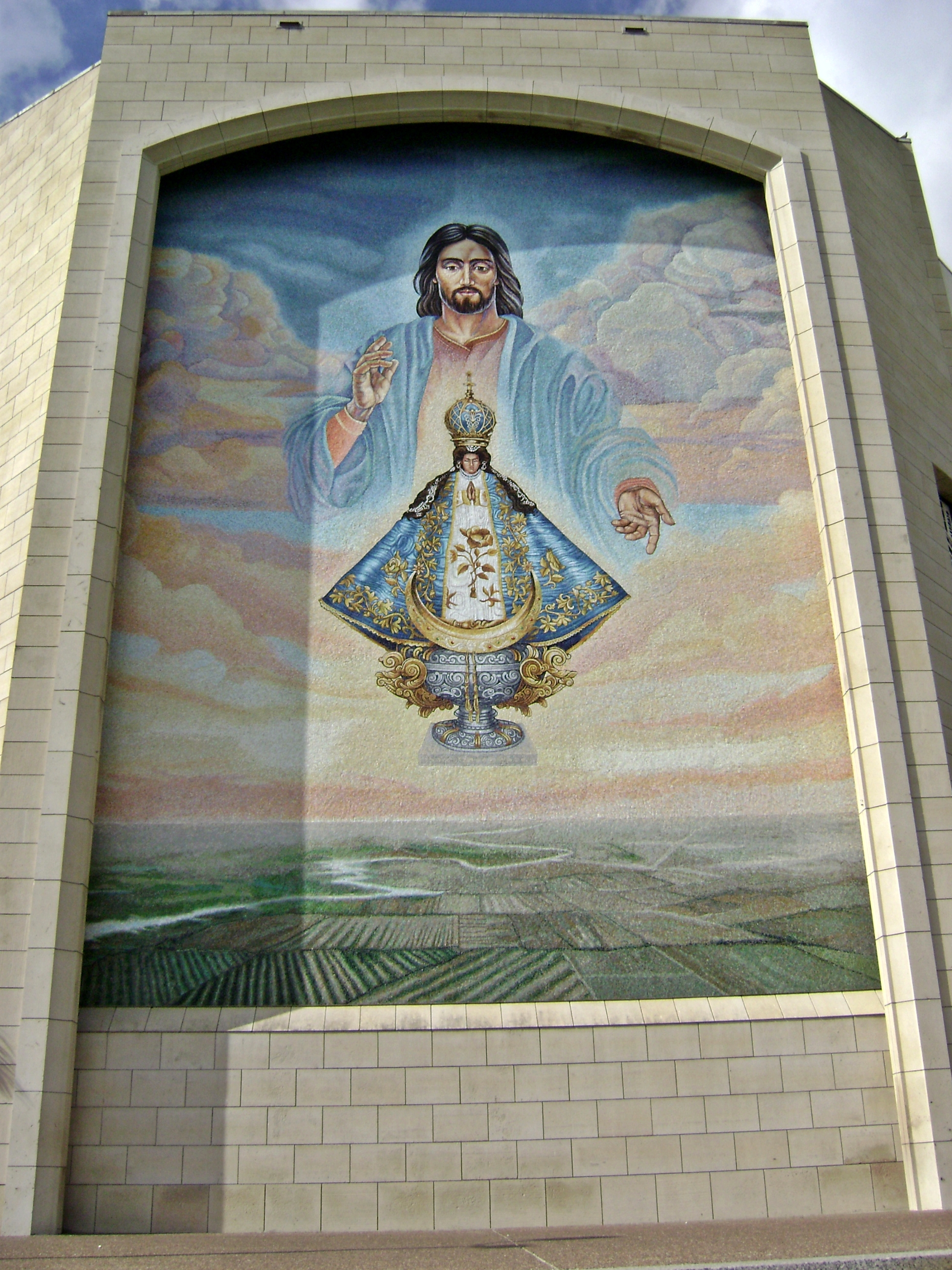
Mosaik mit der Darstellung Unserer Lieben Frau von San Juan del Valle

Die Basilika Unserer Lieben Frau von San Juan del Valle (englisch Basilica of Our Lady of San Juan del Valle, spanisch Basílica de Nuestra Señora de San Juan del Valle) ist ein römisch-katholisches Nationalheiligtum in San Juan im Süden von Texas, Vereinigte Staaten. Die Basilica minor des Bistums Brownsville wurde 1980 geweiht. Das Heiligtum wird jährlich von einer Million Pilgern besucht.

## Geschichte
Der neue Pfarrer Jose Maria Azpiazu OMI begann 1949, die Verehrung unserer Lieben Frau von San Juan de los Lagos zu fördern. Er beauftragte einen Künstler im mexikanischen Guadalajara, eine Kopie von der Statue der Jungfrau Maria anzufertigen, die in der Kathedrale von San Juan de los Lagos verehrt wird. Er platzierte die fertige Statue in der Kapelle San Juan.
1954 wurde eine neue Kirche mit einem Heiligtum errichtet, das der Jungfrau von San Juan geweiht wurde. Am 23. Oktober 1970 stürzte ein tieffliegendes Flugzeug in den Schrein und explodierte. Die Kirche wurde mit Ausnahme des Turms zerstört, der noch steht. Der Schaden wurde auf 1,5 Millionen US-Dollar geschätzt. Pfarrer Patricio Dominguez OMI und der Sakristan Pedro Rodriguez retteten die Statue Unserer Lieben Frau von San Juan del Valle. Ein Diözesanpriester, Pfarrer Ron Anderson, rettete das Allerheiligste aus dem Feuer.
Brownsvilles Bischof John Joseph Fitzpatrick trennte die Leitung der Wallfahrtsstätte von der Pfarrei. Es wurde geplant, eine Pfarrkirche an der Stelle des ehemaligen Heiligtums zu bauen und ein größeres Heiligtum nördlich auf dem gleichen Grundstück zu bauen. Der erste Spatenstich für das neue Heiligtum fand am 27. November 1976 statt. Humberto Kardinal Medeiros aus Boston feierte die Kirchweihe zusammen mit Bischof Fitzpatrick und einer geschätzten Menschenmenge von 50.000 Menschen am 19. April 1980.
Der Kreuzweg vor der Kirche wurde mit 30 lebensgroßen Bronzestatuen des Italieners Edmund Rabanser auf einem etwa einen Kilometer langen Weg aufgestellt und am 16. Oktober 1993 geweiht.
Das große Mosaik (Jesus präsentiert das Bild „Unsere Liebe Frau von San Juan del Valle“) an der Außenwand der Kirche wurde am 2. Februar 1995 gesegnet. 
Das Heiligtum selbst wurde am 24. März 1998 von der Nationalkonferenz der katholischen Bischöfe zum Nationalheiligtum erklärt. Papst Johannes Paul II. verlieh der Kirche am 12. Juni 1999 den Rang einer Basilica minor.